# آدیپیک اسید
آدیپیک اسید (به انگلیسی: Adipic acid) یک دی کربوکسیلیک اسید خطی با شناسه پاب‌کم ۱۹۶ است. شکل ظاهری این ترکیب، بلورهای سفید است.